# 溴胺酮
2-溴去氯氯胺酮（英語：2-Bromodeschloroketamine），即溴胺酮（英語：bromoketamine），又称2-Br-2'-Oxo-PCM、2-BDCK等，是一种芳基环己胺类化合物。它是解离性麻醉药氯胺酮的结构类似物，但其中的氯原子被溴原子取代。在科学研究中，溴胺酮被用作氯胺酮和去甲氯胺酮代谢研究中的对照或控制组化合物   。该药物也与其他芳基环己胺类策划药一起在网上销售，但目前尚不清楚溴胺酮是否具有类似的药理活性。 